# Electro Quarterstaff
Az Electro Quarterstaff kanadai metal együttes. Instrumentális/technikás metal zenét játszanak. Nevüket a Rocket Robin Hood című rajzfilmben szereplő fegyverről kapták.

## Története
2001-ben alakultak Winnipeg-ben. Eleinte csak három gitárosból és egy dobosból állt a zenekar, később egy basszusgitáros is csatlakozott az együtteshez. Először egy EP-t adtak ki 2004-ben, majd 2006-ban meg is jelent az első nagylemezük, a Willowtip Records gondozásában. 2011-ben megjelent második stúdióalbumuk is. 

## Tagok
- Josh Bedry - gitár
- Drew Johnston - gitár
- Andrew Dickens - gitár
- Dan Ryckman - dob
- Marty Thiessen - basszusgitár

## Diszkográfia
- Live (EP, 2002) [3]
- Swayze (EP, 2004)
- Gretzky (album, 2006)
- Aykroyd (album, 2011)